# Chloracetonitril
Chloracetonitril ist eine chemische Verbindung aus der Gruppe der Nitrile. Es handelt sich hierbei um das Nitril der Chloressigsäure.

## Darstellung
Chloracetonitril kann durch Reaktion von Chloracetamid mit Phosphorpentoxid gewonnen werden.

## Eigenschaften
Chloracetonitril ist bei Zimmertemperatur eine farblose und flüchtige Flüssigkeit, die einen stechenden Geruch aufweist. Diese ist vollständig zu 100 Gramm pro Liter in Wasser löslich. Der Dampf von Chloracetonitril ist reizend.

## Verwendung
Heute wird Chloracetonitril in Mischung mit Triethylamin als Chlorwasserstoffakzeptor verwendet. Früher wurde Chloracetonitril auch als Begasungsmittel eingesetzt.

## Sicherheitshinweise
Die Dämpfe von Chloracetonitril können beim Erhitzen über den Flammpunkt (54 °C) mit Luft explosionsfähige Gemische bilden. Chloracetonitril wirkt stark gewässergefährdend, es wurde mit Wassergefährdungsklasse 3 klassifiziert.